# Cantonul Poissons
Cantonul Poissons este un canton din arondismentul Saint-Dizier, departamentul Haute-Marne, regiunea Champagne-Ardenne, Franța.

## Comune
| Comune                   | Populație (1999) | Cod poștal | Cod INSEE |
| ------------------------ | ---------------- | ---------- | --------- |
| Aingoulaincourt          | 10               | 52230      | 52004     |
| Annonville               | 34               | 52230      | 52012     |
| Cirfontaines-en-Ornois   | 81               | 52230      | 52131     |
| Échenay                  | 101              | 52230      | 52181     |
| Effincourt               | 89               | 52300      | 52184     |
| Épizon                   | 114              | 52230      | 52187     |
| Germay                   | 61               | 52230      | 52218     |
| Germisay                 | 27               | 52230      | 52219     |
| Gillaumé                 | 26               | 52230      | 52222     |
| Lezéville                | 107              | 52230      | 52288     |
| Montreuil-sur-Thonnance  | 82               | 52230      | 52337     |
| Noncourt-sur-le-Rongeant | 194              | 52230      | 52357     |
| Pancey                   | 67               | 52230      | 52376     |
| Paroy-sur-Saulx          | 44               | 52300      | 52378     |
| Poissons                 | 747              | 52230      | 52398     |
| Sailly                   | 45               | 52230      | 52443     |
| Saudron                  | 39               | 52230      | 52463     |
| Thonnance-les-Moulins    | 107              | 52230      | 52491     |